# Tallangatta
Tallangatta – miasto w Australii, w stanie Wiktoria.